# Сливие (Драмско)
Сливие или Сливе, или Себрич (на гръцки: Δαμασκηνιά, Дамаскиния, до 1928 година Σλίβια, Сливия) е обезлюдено село в Република Гърция, разположено на територията на дем Бук (Паранести) в област Източна Македония и Тракия.

## География
Селото е разположено в югоизточните Родопи, североизточно от Буково (Оксия).

## История

### В Османската империя
Според Тодор Симовски в края на XIX век населението на селото е помашко.

### В Гурция
Селото попада в Гърция в 1913 година. В 1920 година има 35 жители. През 1923 година жителите на селото като мюсюлмани по силата на Лозанския договор са изселени в Турция, но на тяхно място не са заселени гърци бежанци. През 1928 година името на селото от Сливия или Себридж (Σλίβια или Σαίμπριτζ) е сменено на Дамаскиния (Δαμασκηνιά).
| Година    | 1913 | 1920 | 1928 | 1940 | 1951 | 1961 | 1971 | 1981 | 1991 | 2001 | 2011 | 2021 |
| --------- | ---- | ---- | ---- | ---- | ---- | ---- | ---- | ---- | ---- | ---- | ---- | ---- |
| Население |      | 35   |      |      |      |      |      |      |      |      |      |      |